# Cojedes (Venezuela)
Pour les articles homonymes, voir Cojedes (homonymie).
Cojedes, localement Cojeditos ou Cojedito, est une ville du de l'État de Cojedes au Venezuela, capitale de la paroisse civile de Cojedes et chef-lieu de la municipalité d'Anzoátegui.

## Étymologie
La ville porte couramment le nom de Cojeditos afin d'éviter la confusion avec le nom de l'État et de la rivière homonymes.

## Sources
- (es) Cet article est partiellement ou en totalité issu de l’article de Wikipédia en espagnol intitulé « Cojedes (Cojedes) » (voir la liste des auteurs).